# Sobolivka, Makariv
Sobolivka (în ucraineană Соболівка) este un sat în comuna Zabuiannea din raionul Makariv, regiunea Kiev, Ucraina.

## Demografie
Componența lingvistică a localității Sobolivka
     Ucraineană (98,68%)
Conform recensământului din 2001, majoritatea populației localității Sobolivka era vorbitoare de ucraineană (98,68%), existând în minoritate și vorbitori de polonă (1,32%).